# L'experiment del Dr. Quatermass

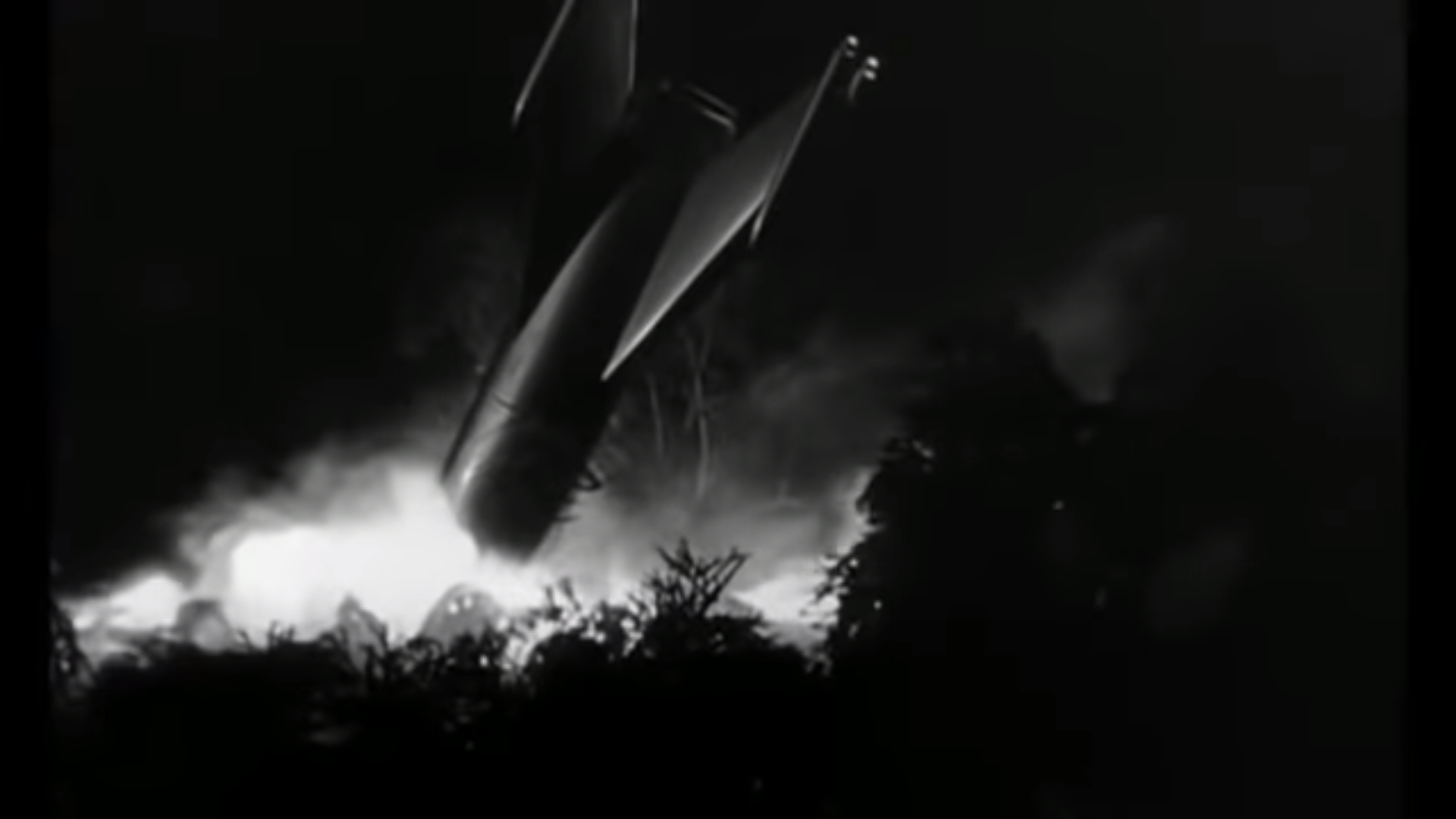
Imatge de tràiler promocional de la pel·lícula.

L'experiment del Dr. Quatermass (títol original en anglès: The Quatermass Xperiment) és una pel·lícula britànica dirigida per Val Guest, estrenada el 1955.
 Es tracta del primer llargmetratge de cinema en el qual intervé el personatge de Bernard Quatermass, creat per Nigel Kneale per a la BBC; seguiran Quatermass 2 (1957) de Val Guest també i Quatermass and the Pit, (1967) dirigida per Roy Ward Baker. Ha estat doblada al català.

## Argument[2]
Un coet fa un aterratge més aviat caòtic en camp ras. Els militars arriben aviat al lloc, seguits pel famós físic Bernard Quatermass i els seus assistents, i una dona que resulta ser l'esposa d'un dels passatgers de l'artefacte espacial...
Descobreixen que dos dels tripulants del coet han desaparegut sense deixar rastre mentre el tercer pateix una commoció que li impedeix explicar res del que ha succeït.
El misteri comença a resoldre's quan els investigadors descobreixen restes orgàniques a la nau i Quatermass arriba a la conclusió que aquesta ha portat de tornada a la Terra una forma de vida que s'està fusionant amb tot ésser viu que troba al nostre planeta i que pot ser una amenaça per a la vida humana.

## Repartiment
- Brian Donlevy: El Professor Bernard Quatermass
- Jack Warner: l'inspector Lomax
- Margia Dean: Judith Carroon
- Thora Hird: Rosemary "Rosie" Elizabeth Rigly
- Gordon Jackson: El productor de la BBC
- David King-Wood: El Doctor Gordon Briscoe (l'associé de Quatermass)
- Harold Lang: Christie (l'home que ajuda Victor a escapar-se)
- Lionel Jeffries: Blake
- Sam Kydd: El policia que interroga Rosie
- Richard Wordsworth: Victor Carroon

## Influències i llegat
Encara que en l'època en què es va rodar la pel·lícula els efectes especials no eren molt sofisticats ni el seu pressupost massa elevat, el film va obrir una nova via en la ciència-ficció cinematogràfica en presentar la vida extraterrestre com una amenaça biològica. El tipus de mostre que presenta la pel·lícula, un ésser de morfologia canviant que evoluciona perillosament, recorda a l'obra de John W. Campbell Who goes there?, de 1938.
A part del guió, la pel·lícula presenta altres encerts, com el lleuger caire documental, segell de marca del director, que li proporciona una credibilitat més gran; la fotografia, tenebrosa i suggeridora, que contribueix a augmentar el suspens i l'actuació una mica teatral dels protagonistes, que proporciona una presència més gran a l'obra.